# Melomys fraterculus
Melomys fraterculus — вид гризунів родини Muridae. Зустрічається тільки в Індонезії. Мешкає в тропічних лісах на острові Серам в Індонезії. Його екземпляри важать 66,5 г і мають довжину голови й тулуба 118–135 мм, хвоста 126–140 мм. Це деревний вид.